# Kleine Rattenigel
Die Kleinen Rattenigel (Hylomys) sind eine Igelgattung aus der Unterfamilie der Rattenigel (Galericinae).

## Merkmale
Kleine Rattenigel erinnern in ihrem Körperbau an Spitzmäuse oder Mäuse, mit denen sie jedoch nicht verwandt sind. Ihr Fell ist weich und dicht, es ist an der Oberseite rotbraun gefärbt, die Unterseite ist gelbgrau. Charakteristisch ist die lange, bewegliche Schnauze. Diese Tiere erreichen eine Kopfrumpflänge von 9 bis 15 Zentimeter, der Schwanz ist ein Stummel von 1 bis 3 Zentimetern Länge. Ihr Gewicht beträgt 20 bis 80 Gramm, sie zählen somit zu den kleinsten Vertretern der Igel.

## Verbreitung und Lebensraum

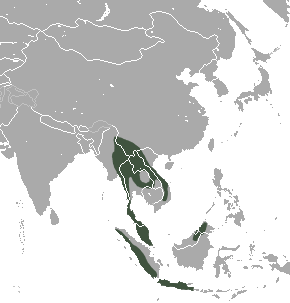
Das Verbreitungsgebiet der Kleinen Rattenigel

Kleine Rattenigel sind in Südostasien beheimatet, ihr Verbreitungsgebiet erstreckt sich von Myanmar und Yunnan bis auf die Malaiische Halbinsel, Sumatra, Borneo und Java. Ihr Lebensraum sind feuchte Wälder in hügeligen oder gebirgigen Regionen.

## Lebensweise
Kleine Rattenigel sind in erster Linie Bodenbewohner und klettern nur manchmal auf Büsche. Sie können sowohl tag- als auch nachtaktiv sein, um schneller vorwärtszukommen, legen sie im dichten Unterholz Trampelpfade an. Bei der Nahrungssuche durchwühlen sie den Waldboden mit ihrer langen, beweglichen Schnauze und suchen dabei nach Insekten und Würmern. Manchmal verzehren sie auch Früchte. Die Paarung kann das ganze Jahr über erfolgen, nach rund 30- bis 35-tägiger Tragzeit kommen meist zwei oder drei Jungtiere zur Welt.

## Systematik und Arten
Die Gattung der Kleinen Rattenigel umfasst sieben rezente Arten und eine ausgestorbene Art:
- Hylomys dorsalis kommt im Nordosten von Borneo im malayischen Bundesstaat Sabah vor.
- Hylomys macarong kommt in den Provinzen Lâm Đồng und Đắk Lắk in Vietnam vor.
- Hylomys maxi lebt im Süden der Malaiischen Halbinsel und auf Sumatra
- der Zwergrattenigel (Hylomys parvus) ist auf ein kleines Gebiet auf Sumatra beschränkt und gilt laut IUCN als vom Aussterben bedroht (critically endangered).
- Hylomys peguensis bewohnt das festländische Südostasien.
- der Kurzschwanz-Rattenigel (Hylomys suillus) lebt auf Java.
- Hylomys vorax bewohnt die Region des Gunung Leuser auf Sumatra.
- † Hylomys engesseri, aus dem frühen Miozän des nordöstlichen Thailand

Manchmal werden auch der Hainan-Rattenigel (Neohylomys hainanensis) und der Spitzmausigel (Neotetracus sinensis) in dieser Gattung geführt, meist jedoch als eigene Gattung gerechnet. Für den 2002 als Hylomys megalotis beschriebenen Langohr-Rattenigel wurde 2014 in die monotypische Gattung Otohylomys eingeführt.

## Zoosituation
Derzeit (Dezember 2016) sind im EAZA-Raum keine Zoos bekannt, die Kleine Rattenigel halten. Der einzige ehemalige Halter ist Moskau.

## Belege
1. ↑  
Arlo Hinckley, Miguel Camacho-Sanchez, Marcus A H Chua, Manuel Ruedi, Darrin Lunde, Jesús E Maldonado, Hasmahzaiti Omar, Jennifer A Leonard, Melissa T R Hawkins: An integrative taxonomic revision of lesser gymnures (Eulipotyphla: Hylomys) reveals five new species and emerging patterns of local endemism in Tropical East Asia. Zoological Journal of the Linnean Society, zlad177, doi: 10.1093/zoolinnean/zlad177
2. ↑  
Anna A. Bannikova, Vladimir S. Lebedev, Alexei V. Abramov, Viatcheslav V. Rozhnov: Contrasting evolutionary history of hedgehogs and gymnures (Mammalia: Erinaceomorpha) as inferred from a multigene study.  Biological Journal of the Linnean Society, Volume 112, Issue 3, Juli 2014, S. 499–519, doi: 10.1111/bij.12299
3. ↑  www.Zootierliste.de. In: www.zootierliste.de. Abgerufen am 8. Dezember 2016.